# HindIII
HindIII är ett nukleas som finns naturligt i bakterien Haemophilus influenzae, och används inom molekylärbiologin som restriktionsenzym. Dess funktion är att klyva DNA-strängar vid sekvensen AAGCTT. Den klyver inte rakt av utan skapar klistriga ändar, det vill säga ena delen skjuter ut.